# Есяяха
Есяяха (также Еся-Яха) — река в России, протекает по Ямало-Ненецкому АО. Исток находится на северо-востоке Гыданского полуострова на высоте более 33 м над уровнем моря. В верховьях течёт преимущественно в южном направлении. Протекает через озеро Периптавето, после чего направление течения меняется на северо-западное. В низовьях ширина реки достигает 330 м при глубине 2,5 м. Впадает в Юрацкую губу Карского моря. Длина реки составляет 183 км, площадь водосборного бассейна — 1760 км². В бассейне множество озёр.

## Притоки
Указано расстояние от устья
- 11 км: река Сиивмтотаюн (длина 42 км)
- 27 км: река Янгангояха (54 км)
- 52 км: река Маретаяха (54 км)
- 83 км: река Эседаяха (27 км)
- 93 км: река без названия (14 км)
- 117 км: река Тюнготаяха (17 км)
- 122 км: река Мусияха (25 км)
- 145 км: река без названия (36 км)

## Данные водного реестра
По данным государственного водного реестра России относится к Нижнеобскому бассейновому округу, водохозяйственный участок — реки бассейна Карского моря от северо-восточной границы бассейна реки Таз до границы бассейна Енисейского залива, речной подбассейн реки — отсутствует. Речной бассейн реки — Таз.
Код объекта в государственном водном реестре — 15050000212115300080026.